# ポバール興業
ポバール興業株式会社（ポバールこうぎょう、英: POVAL KOGYO CO.,LTD.）は、愛知県名古屋市中村区に本社を置く工業用ベルトやガラス研磨部材等の樹脂加工品の製造・販売を業務とする会社である。旧商号は神田製作所。
タイ王国、韓国、中華人民共和国に連結子会社を持つ。

## 沿革
- 1957年（昭和32年）- 名古屋市西区浄心において神田製作所として設立・創業[3]。
- 1961年（昭和36年）- 本社を現在地に移転[3]。
- 1964年（昭和39年）- 静岡県清水市（当時）に静岡営業所開設[3]。株式会社に組織変更し、商号を神田製作所からポバール興業株式会社に変更[3]。
- 1978年（昭和52年）- 東京都千代田区に東京営業所開設[3]。
- 1981年（昭和56年）- 大阪市淀川区に大阪営業所開設[3]。
- 1993年（平成5年）- 福岡市中央区に九州営業所開設[3]。
- 2001年（平成13年）- タイチョンブリー県にPOVAL KOBASHI(THAILAND)CO.,LTD.設立[3]。
- 2008年（平成19年）
  - 4月 - 韓国慶尚北道にPOBAL DEVICE　KOREA CO.,LTD.設立。
  - 6月 - 九州営業所を古賀市に移転。
- 2011年（平成23年）- 中国江蘇省に博宝楽輸送帯科技（昆山)有限公司設立[3]。
- 2014年（平成26年）6月 - 名古屋証券取引所第二部に上場[3]。
- 2022年（令和4年）3月 - 東京証券取引所第二部に上場[6]

## 参考資料
- ポバール興業 (2015年6月29日). “有価証券報告書－第51期(平成26年4月1日－平成27年3月31日)” (PDF). 2015年9月21日閲覧。
- ポバール興業株式会社有価証券報告書第51期(EDINET - 閲覧)
- ポバール興業株式会社コーポレート・ガバナンス報告書名古屋証券取引所 - 閲覧)